# Platja d'Albuerne
La platja d'Albuerne, coneguda també per Gancéu, és una platja aïllada, envoltada de grans penya-segats, està situada en el concejo asturià de Cudillero i pertany a la localitat de Albuerne. Forma part de la Costa Occidental d'Astúries i està catalogada com a Paisatge protegit, ZEPA i LIC.

## Descripció
Es tracta d'una platja de grava gruixuda amb uns tres-cents metres de longitud entre penya-segats.
Per accedir a ella cal travessar el poble en direcció a la costa i al final del camí es troba una casa aïllada on cal deixar el cotxe. Allí mateix s'inicia un camí d'uns 800 m que arriba al penya-segat que domina la platja a la qual no és recomanable baixar per cap costat. No obstant això les millors vistes es donen des del camí que va a la Platja de Salencia, sobrepassant més endavant el mirador. Els penya-segats són molt perillosos i s'insisteix que no és aconsellable baixar-los.